# デヴァ
デヴァ （ルーマニア語: Deva、ドイツ語: Diemrich, ハンガリー語: Déva）は、ルーマニアのトランシルヴァニア地方の都市で、フネドアラ県の県都である。
ムレシュ川中流左岸に位置する。古代にはダキア人の要塞が置かれ、デキダウァ（Decidava）と呼ばれていた。

## 市名
デヴァという市名は、要塞を意味する古い言葉 dava から生じたとみなされている。その他の説は、ローマ軍団の第2軍団アウグスタの名に遡って調べられる。ブリテン島にあったカストルム・デウァ/デウァ・ウィクトリクス（Deva Victrix、現在のチェスター）からデヴァの名が移ったのだという。中世の地図上では、デヴァは Deva、Dewan、ドイツ語のディームリヒの名で記載されている。

## 歴史
デヴァの存在が初めて歴史上に現れたのは1269年である。ヴォイヴォドであるフニャディ・ヤーノシュ（ルーマニア語名:ヨアン・デ・フネドアラ）の支配下で、デヴァは重要な軍事・行政中心地となった。1550年のオスマン帝国侵攻で一部が破壊されたが、後に再建されて要塞が拡張された。1621年、トランシルヴァニア公のベトレン・ガーボル が首都を移し、マグナ・クリア宮殿（ベトレン城として知られる）をルネサンス様式で拡張した。デヴァの紋章は古代ハンガリーまたはセーケイ人のシンボルである、月と太陽を採用している。

## 経済
鉱業、建設資材製造、発電所がデヴァの経済を支えている。

## 教育
経済・観光の私立大学が1990年に開学した。ティミショアラとクルージュ＝ナポカの研究センターも、デヴァに分校を開いた。デヴァには、ルーマニア国立女子体操センターの本部、チェタテ・デヴァ（Cetate Deva）がある。またその付属施設として、国立の体操学校（「ナディア・コマネチ国立体操学院）があり、そこからシモナ・アマナールら多くのスター選手が育っている。

## 観光
デヴァには、自然保護区となっている砦の丘がある。希少種の植物やヘビが生息している。丘の頂上には、13世紀につくられたデヴァ砦の遺跡がある。

## 出身著名人
- ダニエラ・シリバシュ - 体操競技選手

## 姉妹都市
- アラス、フランス
- シェルブール＝オクトヴィル、フランス
- シゲトヴァール、ハンガリー
- 塩城市、中国

## ギャラリー

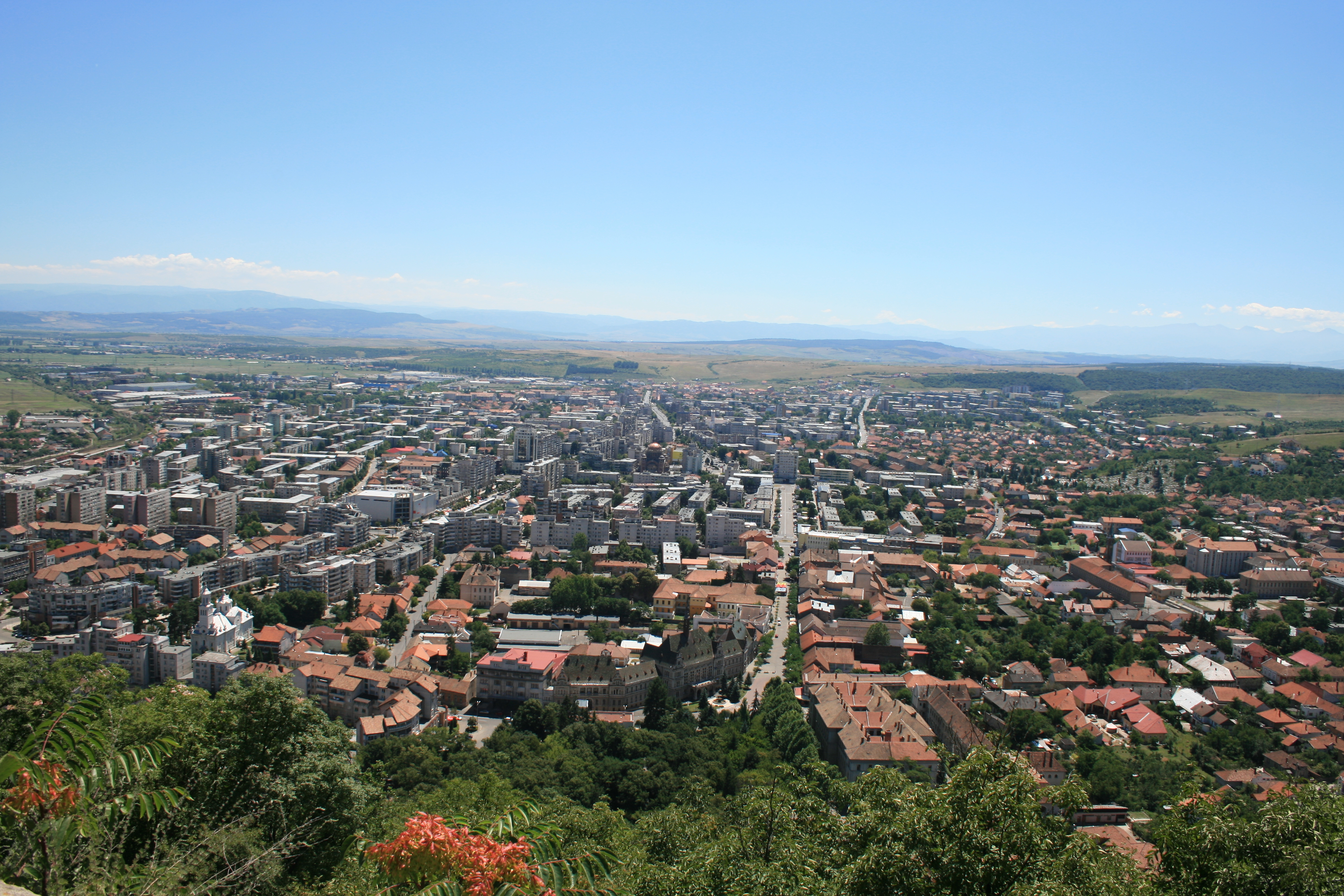
デヴァ砦から見た町並み
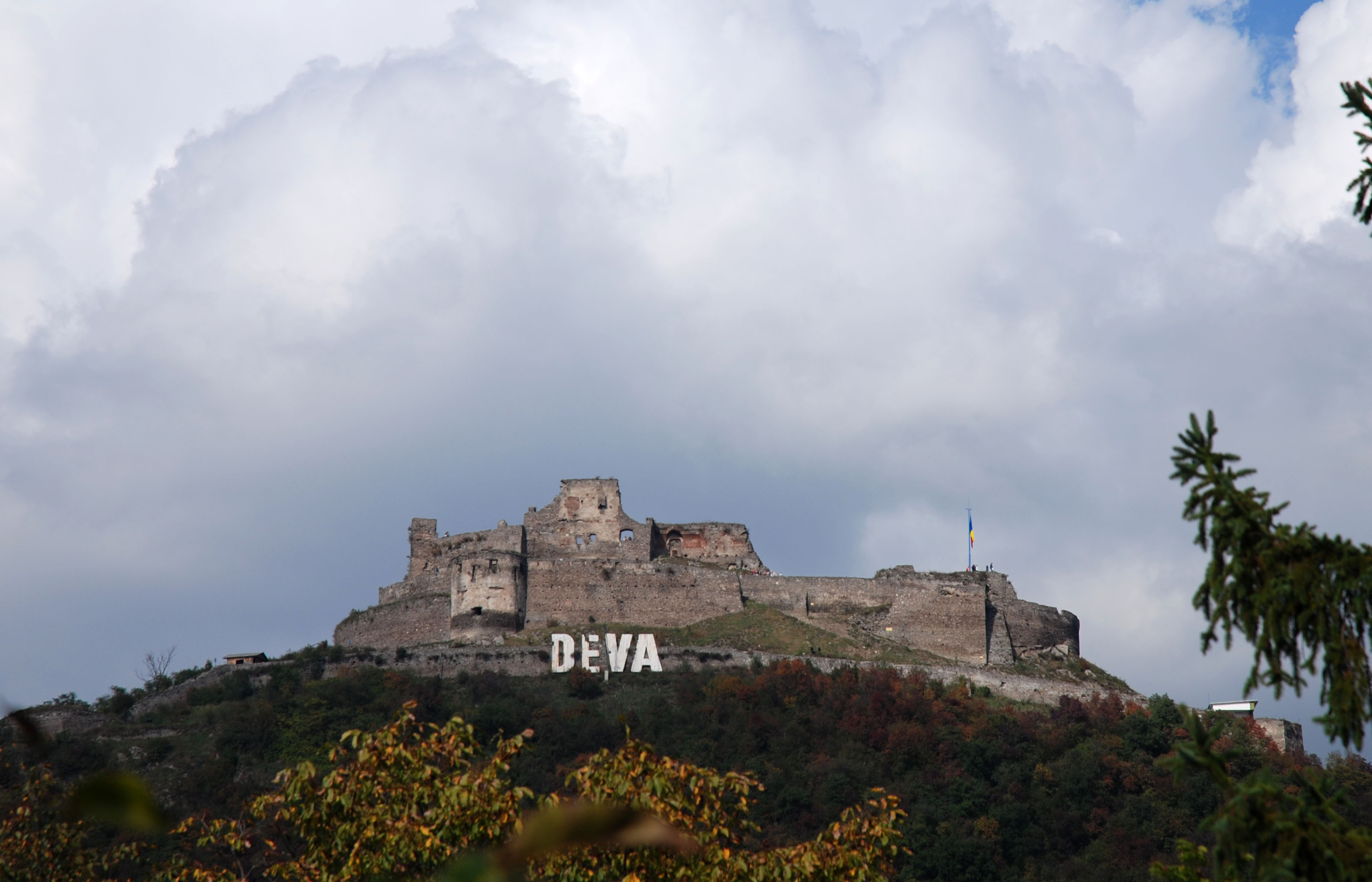
デヴァ砦の遺跡
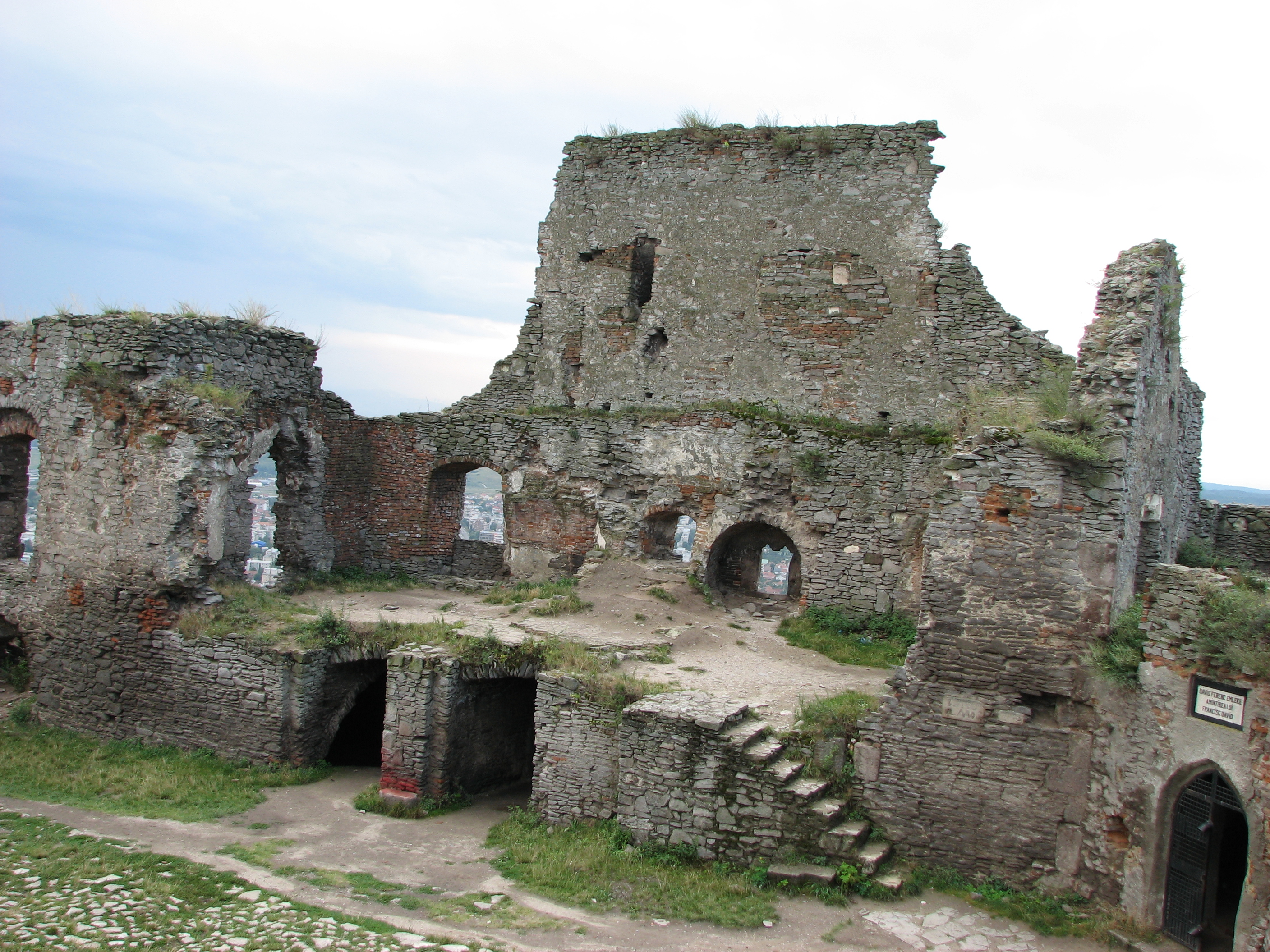
砦の遺跡内部
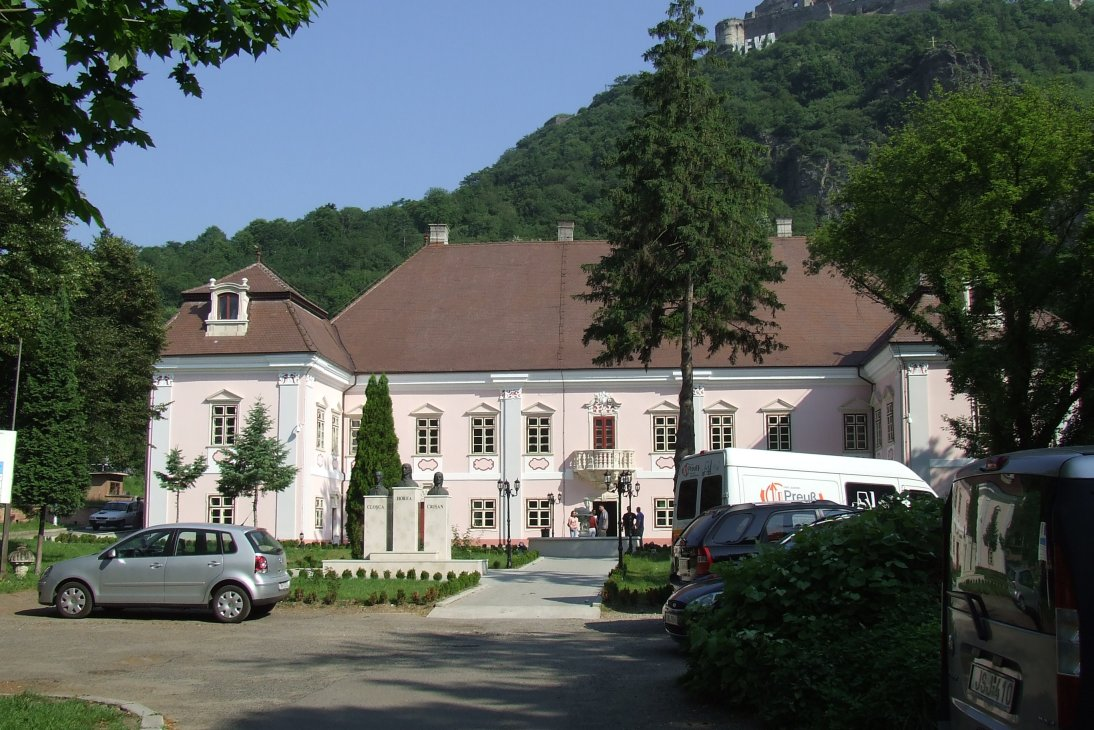
マグナ・クリア宮殿